# دریای دیراک

دریای دیراک برای یک ذره جرم‌دار

دریای دیراک یک مدل نظری از خلاء به عنوان دریایی نامتناهی از ذرات با انرژی منفی است. نخستین بار این فرضیه توسط فیزیک‌دان بریتانیایی، پل دیراک، در سال ۱۹۳۰ برای توضیح حالت‌های کوانتومی انرژی منفی  پیش‌بینی‌شده توسط معادله دیراک برای الکترون‌های نسبیتی ارائه شد. پوزیترون، پادماده همتای الکترون، پیش از کشف تجربی آن در سال ۱۹۳۲  به عنوان سوراخی در دریای دیراک پنداشته می‌شد.
معادله‌ای که انرژی، جرم و تکانه را در نسبیت خاص به هم مرتبط می‌سازد به شکل زیر است:
{\displaystyle E^{2}=p^{2}c^{2}+m^{2}c^{4}}،
در مورد خاصِ ذره در حال سکون (یعنی p = ۰)، این معادله به {\displaystyle E^{2}=m^{2}c^{4}} کاهش می‌یابد که معمولاً به شکل آشنای   {\displaystyle E=mc^{2}} نوشته می‌شود که البته ساده‌پندارانه است، زیرا درحالی‌که {\displaystyle x\cdot x=x^{2}} ، این حالت نیز ممکن است که {\displaystyle (-x)\cdot (-x)=x^{2}}    . بنابراین معادله درست برای ارتباط جرم و انرژی در هامیلتونی معادله دیراک به شکل زیر است:
{\displaystyle E={\pm }mc^{2}.}